# Manpho
Manpho (en chosŏn'gŭl : 만포시 et en hanja : 滿浦市, aussi orthographié en Manpo selon la romanisation en vigueur en Corée du Sud) est une ville du Jagang en Corée du Nord. Elle est située sur les bords du Yalou, un fleuve qui forme la frontière avec la Chine et la sépare de la ville de Ji'an, l'ex-capitale du royaume de Goguryeo. Un pont ferroviaire (en) long de 589 mètres construit au temps des Japonais entre 1937 et 1939 les relie.
Manpho était classée en tant qu'arrondissement (gun) jusqu'en 1961, année à laquelle elle a obtenu le statut de ville (si). Elle est subdivisée en 11 quartiers (dong) et 15 villages (ri) qui s'étalent sur 672 km². Sa population est passée de 100 893 habitants en 1991 à 116 760 en 2008, ce qui correspond à une densité de population de 174 hab/km².
Le terrain est montagneux et n'est coupé que par les petites plaines de Kosan et de Konha. Le climat est continental mais humide en été, avec des hivers rigoureux, la température moyenne de janvier étant de -14,4 °C alors qu'elle monte à 23,6 °C en juillet. Il tombe 948 mm de pluie par an. 
Son économie repose sur l'industrie du bois et son transport. À une trentaine de kilomètres au nord-est, le barrage de Yunfeng barre le Yalou. D'une capacité de 400 MW, sa construction a duré de 1942 à 1945 et de 1959 à 1967.
Les principaux monuments sont le pavillon Mangmi (bien culturel (en) n° 185) et le château de Manpo (bien culturel n° 204) tous deux  à Segom-Dong.

## Transports
Une nouvelle ligne de trolleybus a été ouverte en 2020 et il y a aussi les chemins de fer d'état.
|  |  |  |  |  |

## Historique des députations de la circonscription de Manpho (434e)
- XIème législature (2003-2009) : Sin Tae Kyun (Hangeul:신대균)
- XIIème législature (2009-2014) : Choe Kwang Chul (Hangeul: 최광철 Hanja:崔光哲)
- XIIIème législature (2014-2019) : Kim Chun Seop (Hangeul: 김춘섭)